# Late Shift
Late Shift (с англ. — «Ночная смена», стилизовано LATƎ SHIFT) — интерактивная FMV-игра, разработанная студией CtrlMovie и изданная Wales Interactive.

## Игровой процесс
Late Shift является интерактивной FMV-игрой, в которой игрок может принимать решения за протагониста, нажав одну из высвечиваемых на экране кнопок. При этом время игрока на реакцию ограниченно. Всего игра содержит 180 развилок и 7 различных концовок.

## Сюжет
Главный герой фильма, Мэтт Томпсон — студент колледжа, подрабатывающий охранником на парковке. Во время ночной смены Мэтт оказывается втянутым в преступный мир Лондона и вынужден работать с группой вооружённых грабителей. Со временем он заводит дружеские или романтические (в зависимости от выборов игрока) отношения с одним из членов группы, молодой женщиной по имени Мэй-Линг. Решения игрока могут привести к разному развитию судеб Мэтта и Мэй-Линг.

## В ролях
| Актёр          | Роль         |
| -------------- | ------------ |
| Джо Сауэрбуттс | Мэтт Томпсон |
| Харука Абэ     | Мэй-Линг     |
| Ричард Дерден  | Сэмюэл Парр  |
| Лили Треверс   | Элоди        |
| Йоэль Басман   | Себастьен    |
| Сол Ерас       | Джефф        |
| Том Филлипс    | Саймон       |
| Джонни Санчон  | Ли           |
| Дэрил Кван     | отец Чой     |
| Юникс Инокян   | мистер Ву    |
| Таи Йин Чан    | Чой-младший  |

## Отзывы
| Сводный рейтинг       | Сводный рейтинг                                    |
| Агрегатор             | Оценка                                             |
| --------------------- | -------------------------------------------------- |
| GameRankings          | 71,82 %                                            |
| Metacritic            | (NS) 73/100 (PC) 79/100 (PS4) 59/100 (XONE) 72/100 |
| Иноязычные издания    |                                                    |
| Издание               | Оценка                                             |
| Destructoid           | 5/10                                               |
| Game Informer         | 6,5/10                                             |
| Nintendo Life         | [ 8 ]                                              |
| Nintendo World Report | 8/10                                               |

Летом 2018 года, благодаря уязвимости в защите Steam Web API, стало известно, что точное количество пользователей сервиса Steam, которые играли в игру хотя бы один раз, составляет 114 798 человек.

## Комментарии
1. ↑  русский, английский, итальянский, китайский, французский, корейский, немецкий, испанский, чешский, арабский, датский, японский, польский, португальский, турецкий, венгерский, украинский, шведский